# 張丙炎
張丙炎（?—?），字午橋、號藥農，江蘇人，清朝政治人物、進士出身。
咸豐九年，登進士，改庶吉士。咸豐十年，散館后，授翰林院編修。后任廣東廉州府知府。